# Parochodaeus californicus
Parochodaeus californicus är en skalbaggsart som beskrevs av Horn 1895. Parochodaeus californicus ingår i släktet Parochodaeus och familjen Ochodaeidae. Inga underarter finns listade i Catalogue of Life.